# IC 2300
IC 2300 је појединачна звијезда у сазвјежђу Рак која се налази на листи објеката дубоког неба у Индекс каталогу.
Деклинација објекта је + 18° 25' 12" а ректасцензија 8h 20m 12,7s.